# Семерджиите
Сèмерджиите е село в Северна България, община Габрово, област Габрово.

## География
Село Семерджиите се намира на около 7 km изток-североизточно от центъра на град Габрово, в близко съседство от север със село Кметовци. Разположено е в западната част на Габровските възвишения, откъм левия бряг на река Андъка. От юг на селото тече ляв приток на река Андъка. Пътят до селото е отклонение от третокласния републикански път III-5524, водещ от село Донино на югоизток през селата Болтата, Черневци и Трапесковци до село Боженците. Надморската височина в югоизточния край на селото е около 445 – 450 m, а на запад и север нараства до около 470 – 480 m.
Село Семерджиите наброява население от 22 души при преброяването към 1934 г., към 2019 г. има трима постоянно живеещи жители.

## История
През 1995 г. дотогавашното населено място колиби Семерджиите придобива статута на село..

## Население
Преброяване на населението през 2011 г.
Численост и дял на етническите групи според преброяването на населението през 2011 г.:
|                     | Численост | Дял (в %) |
| Общо                | 3         | 100,00    |
| Българи             | 3         | 100,00    |
| Турци               | 0         | 0,00      |
| Цигани              | 0         | 0,00      |
| Други               | 0         | 0,00      |
| Не се самоопределят | 0         | 0,00      |
| Неотговорили        | 0         | 0,00      |